# Ткачук Ганна Антонівна
Га́нна Анто́нівна Ткачу́к (10 липня 1923, с. Васьківці, нині Шумський район Тернопільська область — 11 грудня 1997, с. Малі Садки Шумський район Тернопільська область) — учасниця національно-визвольних змагань, поетеса, медсестра УПА.

## Життєпис
Ганна Ткачук народилася 10 липня 1923 року у Васьківцях на Шумщині. В сім'ї було п'ятеро дітей.
Була медсестрою Української Повстанської Армії (Берізка).
Георгій Петрук-Попик у своїй поемі-трилогії «Полум'я Волині» присвятив вірша Ганні Ткачук.
 

Береза — юна ще Ганнуся —

Берізку гладить по корі.

Здалося дівчині: матуся

Озвалась в пісні на горі.

Немов з'явились перед нею

Вишневі Садки у садках,

Над льохом вишенька у глеї

І м'ята-рута на грядках;

Цибаті бусоли на клуні,

Криниця синьої води…

І чує стогони татуня:

«За що ви, іроди?.. Куди?..»

Згадалась сонячна гаївка

І річки плесо голубе…

І перша та в селі боївка,

В якій знайшла вона себе.
Ганни Ткачук померла 25 грудня 1997 року. Похована у рідному селі Васьківці.

## Доробок
Авторка збірок віршів:
- «Молитва і пісня» (Тернопіль, 1996)
- «Молитва і пісня ІІ» (Шумськ, 2000; посмертне видання).